# Lucas Bergvall
Lucas Erik Holger Bergvall, född 2 februari 2006 i Stockholm, är en svensk fotbollsspelare som spelar för Premier League-klubben Tottenham Hotspur och det svenska landslaget.

## Klubbkarriär

### Brommapojkarna
Bergvall inledde sin fotbollskarriär i IF Brommapojkarna. Han gjorde debut i Superettan där han gjorde sitt första mål den 9 juli 2022. Den 9 december 2022 skrev han på ett 3-årskontrakt med Djurgårdens IF.

### Djurgården
Bergvall debuterade i Djurgårdens startelva i Allsvenskan 24 maj 2023 i hemmamatchen mot regerande mästarna Häcken. Efter en stark insats i lagets 1-0-seger utsåg Sportbladet Bergvall till bäste spelare på planen och förutspådde att han skulle bli "Djurgårdens dyraste försäljning genom alla tider". Bergvall fortsatte att imponera, och i december 2023 rapporterades det att flera europeiska storklubbar var intresserade av att värva honom, däribland FC Barcelona, Manchester City och Juventus.

### Tottenham Hotspur
Den 2 februari 2024 presenterades Bergvall av Tottenham Hotspur, där han skrev på ett femårskontrakt. Övergången uppgavs vara värd 113 miljoner kronor, vilket var Djurgårdens dyraste försäljning någonsin, med bonusklausuler som skulle kunna göra den slutgiltiga prissumman ännu högre. Bergvall spelade klart vårsäsongen i Djurgården och anslöt till Tottenham den 1 juli 2024. Han debuterade i Premier League den 19 augusti 2024 i en 1–1-match mot Leicester City, där han blev inbytt i den 78:e minuten mot Pape Matar Sarr.
I april 2025 förlängde Bergvall sitt kontrakt i klubben till 30 juni 2031.

## Landslagskarriär
Bergvall debuterade för Sveriges landslag den 12 januari 2024 i januariturnéns landskamp mot Estland, då han byttes in för Sebastian Nanasi i den 59:e minuten . Den första seniorlandskampsmatchen i tävlingssammanhang gjorde Lucas 5 september 2024 i Nations League-bortamatchen mot Azerbajdzjan, då han byttes in för Alex Douglas i 72:a minuten 

## Personligt
Lucas Bergvall, från Norra Ängby, är yngre bror till fotbollsspelaren Theo Bergvall, som han spelat ihop med i IF Brommapojkarna och Djurgårdens IF. Bröderna gjorde flytten klubbarna emellan samtidigt. De har även en yngre bror, Rasmus Bergvall, som spelar i Brommapojkarnas U17-lag (2024).

## Meriter
IF Brommapojkarna
- Superettan (1): 2022

Tottenham Hotspur
• UEFA Europa League: 2024-25

## Statistik
| Klubb                               | Säsong         | Liga             | Liga    | Liga | Liga   | Nationell cup | Nationell cup | Nationell cup | Internationell cup | Internationell cup | Internationell cup | Totalt  | Totalt | Totalt |
| Klubb                               | Säsong         | Division         | Matcher | Mål  | Assist | Matcher       | Mål           | Assist        | Matcher            | Mål                | Assist             | Matcher | Mål    | Assist |
| ----------------------------------- | -------------- | ---------------- | ------- | ---- | ------ | ------------- | ------------- | ------------- | ------------------ | ------------------ | ------------------ | ------- | ------ | ------ |
| IF Brommapojkarna                   | 2021           | Division 1 Norra | 1       | 0    | 0      | 0             | 0             | 0             | —                  | —                  | —                  | 1       | 0      | 0      |
| IF Brommapojkarna                   | 2022           | Superettan       | 11      | 1    | 3      | 1             | 0             | 0             | —                  | —                  | —                  | 12      | 1      | 3      |
| IF Brommapojkarna                   | Totalt         | Totalt           | 12      | 1    | 3      | 1             | 0             | 0             | —                  | —                  | —                  | 13      | 1      | 3      |
| Djurgårdens IF                      | 2023           | Allsvenskan      | 25      | 2    | 1      | 3             | 1             | 0             | 1                  | 0                  | 0                  | 29      | 3      | 1      |
| Djurgårdens IF                      | 2024           | Allsvenskan      | 12      | 3    | 2      | 6             | 3             | 4             | —                  | —                  | —                  | 18      | 6      | 6      |
| Djurgårdens IF                      | Totalt         | Totalt           | 37      | 5    | 3      | 9             | 4             | 4             | 1                  | 0                  | 0                  | 47      | 9      | 7      |
| Tottenham Hotspur FC                | 2024/25        | Premier League   | 15      | 0    | 0      | 4             | 1             | 0             | 7                  | 0                  | 2                  | 26      | 1      | 2      |
| Tottenham Hotspur FC                | Totalt         | Totalt           | 15      | 0    | 0      | 4             | 1             | 0             | 7                  | 0                  | 2                  | 26      | 0      | 2      |
| Hela karriären                      | Hela karriären | Hela karriären   | 54      | 6    | 6      | 11            | 4             | 4             | 5                  | 0                  | 2                  | 70      | 10     | 12     |
| Senast uppdaterad 11 november 2024. |                |                  |         |      |        |               |               |               |                    |                    |                    |         |        |        |

### Landslag
| Landslag                            | År             | Totalt  | Totalt | Totalt |
| Landslag                            | År             | Matcher | Mål    | Assist |
| ----------------------------------- | -------------- | ------- | ------ | ------ |
| Sverige P15                         | 2021           | 2       | 0      | 0      |
| Sverige P16                         | 2022           | 6       | 3      | 0      |
| Sverige P18                         | 2023           | 3       | 0      | 0      |
| Sverige P19                         | 2023           | 1       | 0      | 0      |
| Sverige U21                         | 2023           | 3       | 1      | 0      |
| Sverige U21                         | 2024           | 2       | 0      | 1      |
| Totalt                              | Totalt         | 17      | 4      | 1      |
| Sverige                             | 2024           | 3       | 0      | 0      |
| Totalt                              | Totalt         | 3       | 0      | 0      |
| Hela karriären                      | Hela karriären | 20      | 4      | 1      |
| Senast uppdaterad 11 november 2024. |                |         |        |        |